# Villa Cappello

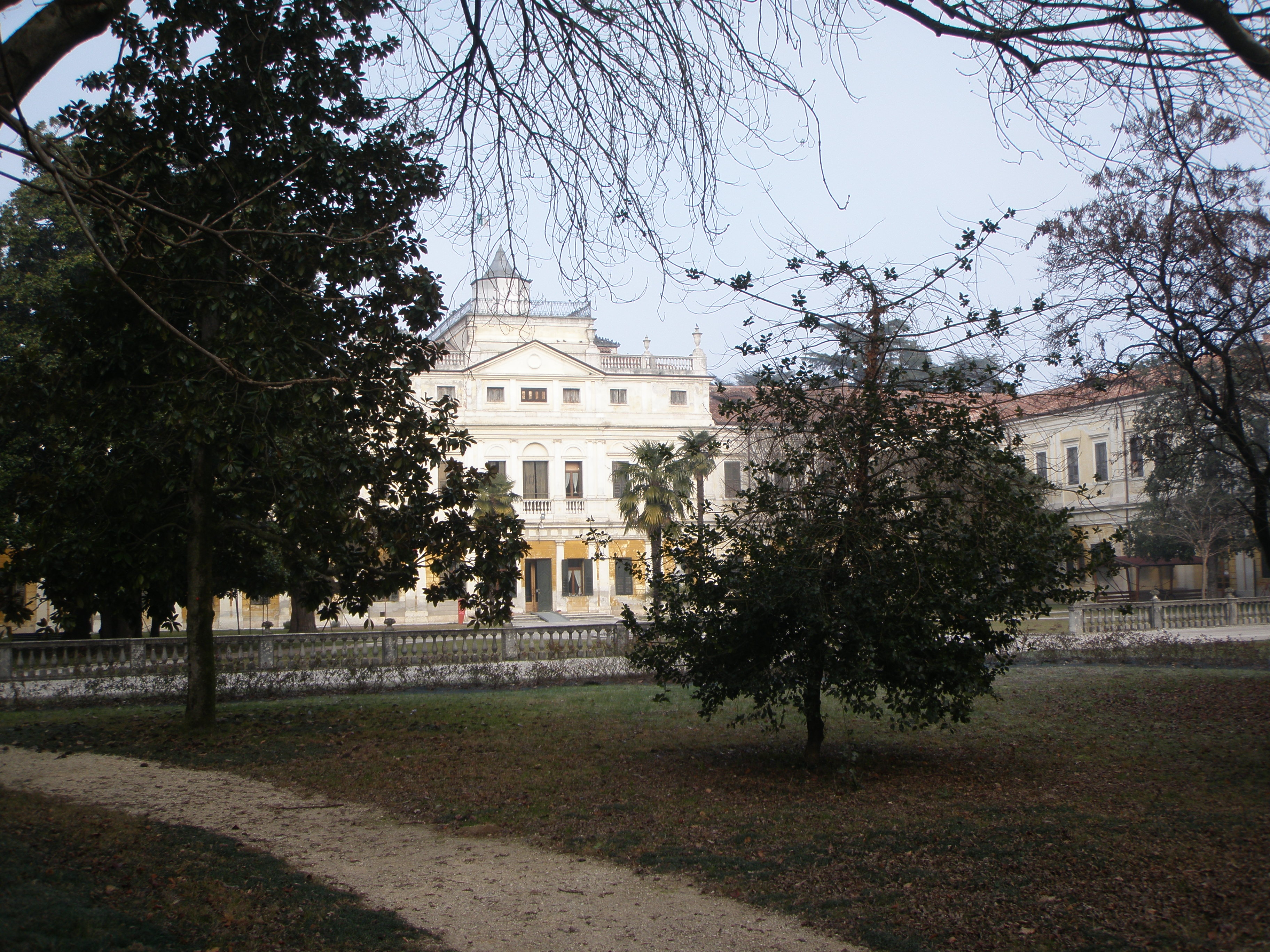
Villa Cappello of Villa Imperiale in Galliera Veneta, Italië

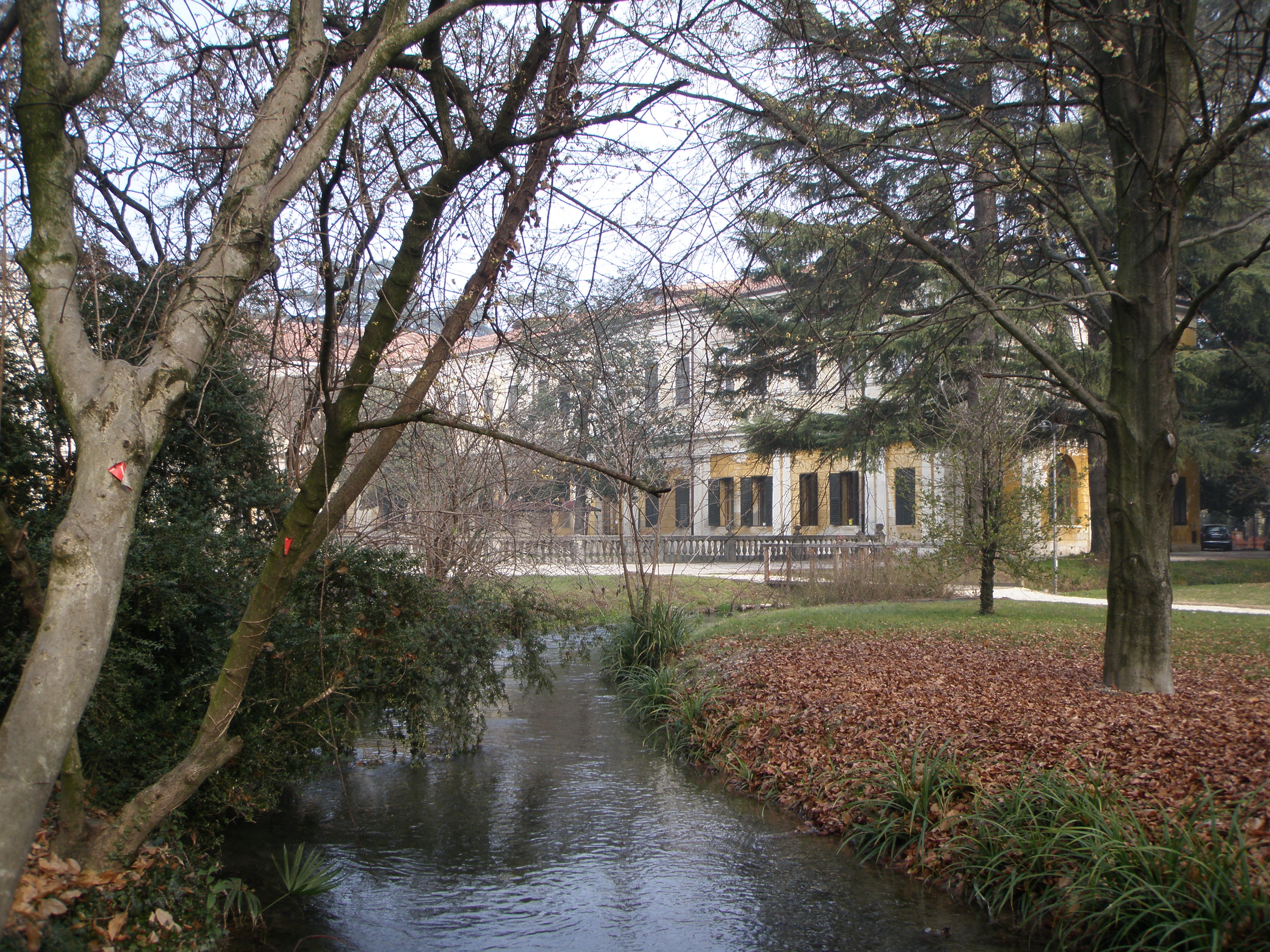

De Villa Cappello, ook genoemd Villa Imperiale, bevindt zich in Galliera Veneta, een gemeente in de Italiaanse provincie Padua en regio Veneto. Rond de villa bevindt zich een meer dan zes ha groot park met een panoramische zicht.
Het is sinds de Tweede Wereldoorlog eigendom van de gemeente Galliera Veneta. De gemeente heeft er een pleeghuis. Alsook huisvest zij er sociale diensten en de gemeentelijke bibliotheek.

## Naam
- Cappello. De familie Cappello was de bouwheer in de 16e eeuw.
- Imperiale. In de 19e eeuw bezat ex-keizerin Maria Anna van Sardinië de villa. Zij was de echtgenote van keizer Ferdinand I van Oostenrijk, die regeerde tot 1848.

## Historiek
In Venetië, hoofdstad van de gelijknamige republiek, was de familie Cappello of Capello een van de aristocratische geslachten. Zij waren grootgrondbezitter, met onder meer landerijen in Galliera Veneta. In de 16e eeuw bouwden zij daar een residentie; tevens lieten zij er een park aanleggen. De nazaten Cappello bouwden progressief de villa uit. Zo verrees de frontale gevel met het hoofdgebouw in drie verdiepingen. De huiskapel maakt deel uit van de frontale gevel.
In de 18e eeuw kwam de Villa Cappello in handen van een andere Venetiaanse familie: Comello. Zij verfraaiden het park in 1821. Het was in deze periode dat Padua behoorde tot het koninkrijk Lombardije-Venetië, een vorstendom onder de kroon van de Oostenrijkse Habsburgers. Van 1852 tot 1866 was de villa vorstelijke residentie voor ex-keizerin Maria Anna van Sicilië wanneer ze niet in Wenen verbleef.
In 1866 werd de regio Veneto aangehecht aan het eengemaakte koninkrijk Italië, onder leiding van het Huis Savoye. De Villa Cappello veranderde van eigenaar. Raggio De Micheli uit Piëmont werd de eigenaar. Nazaten van De Micheli verkochten in 1929 de villa aan het Istituto nazionale della previdenza sociale in Rome. Deze overheidsinstelling veranderde de villa in een sanatorium voor tuberculoselijders.
Tijdens de Tweede Wereldoorlog waren er Duitse troepen gelegerd. Nadien werd de gemeente Galliera Veneta de eigenaar van de villa met het park.